# 사마르칸트주
사마르칸트주(우즈베크어: Samarqand viloyati, 러시아어: Самаркандская область)는 우즈베키스탄의 행정 구역으로, 우즈베키스탄 중부 제라프샨강 유역에 위치하고 있으며 나보이 주와 지자흐 주, 카슈카다리야 주, 카자흐스탄과 인접해 있다.

## 개요
주도 사마르칸트는 수도 타슈켄트에 이어 우즈베키스탄에서 두 번째로 큰 도시이자 경제적, 문화적 중심 도시이며 우즈베키스탄 공화국 과학 아카데미 산하 고고학 연구소가 이 곳에 있다. 사마르칸트는 유네스코가 지정한 세계유산에 등록되어 있어서 우즈베키스탄의 대표적인 관광 자원으로 손꼽힌다.

## 기후
사마르칸트 주의 기후는 전형적인 대륙성 기후를 띠며 대표적인 농산물로는 목화, 곡물, 포도주, 양잠이 있다. 사마르칸트 주에서는 대리석과 화강암, 석회암, 방해석, 초크 등 건축 자재가 생산되며 공업은 금속 가공, 식품 가공, 직물 생산, 도자기 생산을 중심으로 발달했다.

## 행정구역
사마르칸트 주는 16개 구로 구성되어 있으며 주도는 사마르칸트(인구 368,000명)이다. 주요 도시로 불룽구르, 주마, 이슈티한, 카타코르간, 우르구트, 아크타슈가 있다.

## 교통
사마르칸트 주를 경유하는 철도는 총연장 400km에 달하며 총연장 4,100km에 달하는 포장 도로가 사마르칸트 주를 경유한다.